# Kmotr III
Kmotr III (v anglickém originále The Godfather Part III) je americké filmové drama z roku 1990. Režisérem snímku byl Francis Ford Coppola, který rovněž společně s Mariem Puzoem napsal scénář. Hlavní roli ve filmu hrál Al Pacino a jde o pokračování o šestnáct let staršího filmu Kmotr II. Scenáristé filmu původně chtěli, aby se jmenoval The Death of Michael Corleone, což však neprošlo u vedení společnosti Paramount Pictures. Režisér později řekl, že série Kmotr ve skutečnosti obsahuje pouze dva filmy a toto je jejich epilog. Film získal celkem sedm nominací na Oscara.

## Obsazení
| Al Pacino        | Michael Corleone   |
| Andy García      | Vincent Corleone   |
| Diane Keatonová  | Kay Adams-Corleone |
| Talia Shire      | Connie Corleone    |
| Sofia Coppola    | Mary Corleone      |
| Eli Wallach      | Don Altobello      |
| George Hamilton  | B. J. Harrison     |
| Joe Mantegna     | Joey Zasa          |
| Richard Bright   | Al Neri            |
| Bridget Fonda    | Grace Hamilton     |
| Raf Vallone      | Cardinal Lamberto  |
| Franc D'Ambrosio | Anthony Corleone   |
| Donal Donnelly   | Archbishop Gilday  |
| Helmut Berger    | Frederick Keinszig |
| Don Novello      | Dominic Abbandando |
| John Savage      | Andrew Hagen       |